# República Dominicana en los Juegos Paralímpicos de Tokio 2020
La República Dominicana estuvo representada en los Juegos Paralímpicos de Tokio 2020 por cinco deportistas, tres hombres y dos mujeres. El equipo paralímpico dominicano no obtuvo ninguna medalla en estos Juegos.